# 三井倉庫ロジスティクス
三井倉庫ロジスティクス株式会社（みついそうこロジスティクス、英: MITSUI-SOKO LOGISTICS Co., Ltd.）は、三井倉庫ホールディングス傘下の総合物流関連企業。2016年（平成28年）現在は三井グループ各社の役員間の相互親睦と情報交換を目的とする会合・月曜会の会員会社であるが、かつては三洋電機系列であった。

## 沿革
- 1963年（昭和38年） - 三栄興産株式会社設立。
- 1971年（昭和46年） - 株式会社三洋電機商品センターに商号変更。
- 1999年（平成11年） - （旧）三洋電機ロジスティクス株式会社に商号変更。
- 2005年（平成17年） - ジャスダックに上場。
- 2006年（平成18年） - 子会社北海道三洋ロジスティクス設立。
- 2010年（平成22年） - 独立系投資会社・ロングリーチグループ傘下の買収目的会社・LSホールディングスによる完全子会社化を目的とした公開買い付けを実施。7月15日に公開買い付けが終了し、7月30日に株式の異動が行われた。なお、三洋電機はこの公開買い付けに応じ、所有する（旧）三洋電機ロジスティクスの全株式を譲渡したため、三洋電機と（旧）三洋電機ロジスティクスとの資本関係はなくなった。11月7日付で上場廃止となり、11月11日付でLSホールディングスが残る少数株式を買い取り完全子会社化した。
- 2011年（平成23年） - 4月1日付でLSホールディングスが（旧）三洋電機ロジスティクスを吸収合併し、三洋電機ロジスティクス株式会社に商号変更。
- 2012年（平成24年）- 2月27日、三井倉庫（現・三井倉庫ホールディングス）がロングリーチグループの保有する全株式を取得することで合意。4月2日付で完全子会社化し、三井倉庫ロジスティクス株式会社に商号変更。